# Цзэн Личэн
Цзэн Личэ́н (кит. трад. 曾櫟騁, упр. 曾栎骋, пиньинь Zēng Lìchěng, род.26 декабря 1986), ранее выступавшая под именем Цзэн Пэйхуа (кит. трад. 曾珮華) — тайваньская тхэквондистка, по национальности — ами, призёр Олимпийских игр.
Цзэн Личэн родилась в 1986 году в уезде Тайдун Китайской Республики. В 2002 году она завоевала серебряную медаль Азиатских игр и стала чемпионкой Азии. В 2005 году она завоевала серебряную медаль Восточноазиатских игр, а в 2006 году вновь стала чемпионкой Азии. В 2008 году на чемпионате Азии ей удалось завоевать лишь серебряную медаль, но зато в 2009 году Цзэн Личэн стала чемпионкой Восточноазиатских игр. В 2010 году она вновь выиграла чемпионат Азии, а в 2012 стала чемпионкой Азии и бронзовым призёром Олимпийских игр.